# Membrana nucleare
Il nucleo cellulare è avvolto da un doppio bilayer fosfolipidico che forma l'involucro nucleare. Il bilayer esterno è in continuità con il reticolo endoplasmatico e, come quest'ultimo, è ricoperto da ribosomi che sintetizzano attivamente proteine; le proteine neosintetizzate passano nello spazio perinucleare compreso tra i due strati della membrana.
Una classe speciale di filamenti, conosciuti come lamìne, è associata alla superficie interna della membrana nucleare. Le lamine formano un reticolo denso al di sotto della membrana, la lamina nucleare. i filamenti di lamina si incrociano ad angolo retto per formare una rete anastomotica irregolare che ricopre la superficie interna della membrana nucleare. 
Nel far questo, rinforzano meccanicamente la membrana nucleare, determinando la forma del nucleo e fornendo un sito di legame per una varietà di proteine che ancorano la cromatina. la Lamina nucleare A, con oltre 350 mutazioni, è la proteina con più mutazioni possibili legate a malattie umane. Le mutazione della lamina A provocano un range sorprendentemente ampio di malattie, dalla progeria a varie distrofie.
La cromatina condensata (eterocromatina) tende anche ad aggregarsi alla membrana nucleare durante l'interfase. Alla fine della profase mitotica o meiotica, i filamenti di lamina si disassemblano, provocando la dissoluzione in vescicole delle membrane nucleari e la loro dispersione nel reticolo endoplasmatico. Durante le fasi finali della mitosi (la telofase), le proteine della periferia nucleare, tra cui anche le lamine, si associano alla superficie dei cromosomi, costituendo siti di ancoraggio per le vescicole di membrana. La fusione di queste vescicole ricostituisce il compartimento nucleare.
Il trasporto di molecole tra il nucleo e il citoplasma avviene per mezzo di pori nucleari specializzati che perforano la membrana nucleare. Questi funzionano come filtri molecolari direzionali altamente selettivi che permettono a proteine come gli istoni e le proteine regolatrici dei geni (che sono sintetizzate nel citoplasma ma svolgono la propria azione nel nucleo) di entrare nel nucleo, e alle molecole che sono sintetizzate nel nucleo ma destinate al citoplasma (ad esempio le subunità ribosomiali, gli RNA transfer e gli RNA messaggeri) di lasciare il nucleo.
Dal punto di vista ultrastrutturale, i pori nucleari appaiono come strutture discoidali con un diametro esterno di 130 nm e un poro interno con un diametro effettivo per la diffusione di 9 nm. La membrana nucleare di una cellula attiva è attraversata anche da più di 4000 pori. Il complesso del poro nucleare ha una simmetria ottagonale ed è formato dall'assemblaggio di più di 50 proteine, le nucleoporina. I pori nucleari sono liberamente permeabili a piccole molecole, ioni e proteine fino a 17 kDa.
La maggior parte delle proteine che entrano nel nucleo lo fa sotto forma di complessi con specifiche proteine recettoriali di trasporto conosciute come importina. Le importine vanno avanti e indietro tra il nucleo e il citoplasma. Per legare il proprio carico, le importine necessitano di una corta sequenza di amminoacidi conosciuta come NLS (Sequenza di Localizzazione Nucleare) e tale legame può essere diretto o mediato da una proteina adattatrice. Le interazioni dell'importina con le componenti del poro nucleare la spostano insieme con il suo carico attraverso il poro mediante un processo energia-dipendente non ancora conosciuto. Un ciclo complementare agisce per esportare proteine e molecole di RNA dal nucleo al citoplasma utilizzando recettori di trasporto noti come esportina.